# Enrico VI di Waldeck
Enrico VI di Waldeck (1340 circa – Castello di Waldeck, 16 febbraio 1397) è stato un nobile tedesco fu Conte di Waldeck dal 1369 al 1397. Si guadagnò l'appellativo di ferro in quanto, avendo partecipato a numerose guerre e faide, indossava frequentemente l'armatura. Anche se prima di lui ci furono solo tre conti regnanti di nome Enrico, egli è generalmente conosciuto come Enrico VI, dal momento che ci furono altri conti non regnanti.

## Biografia
Enrico VI era figlio del conte Ottone II e di Matilde di Brunswick-Lüneburg. Prima di salire al potere nel 1356, compì un pellegrinaggio a Gerusalemme; al ritorno fece rinnovare il castello di Landau, dove stabilì la propria residenza; successivamente si trasferì nel castello di Waldeck.
Egli governò in comunione con il padre a partire dal 1356. Nel 1366 si trovò a dover prendere seri provvedimenti nei confronti della città di Korbach, per punirla della sua disobbedienza; conquistò la città e portò gli ostaggi a Landau. Dopo lunghi negoziati la città si sottomise e solo successivamente Enrico VI cominciò a concedere nuovi diritti ai cittadini, arrivando a permettere la fortificazione dell'abitato.
Nel 1369 il padre di Enrico VI morì ed egli poté quindi governare in autonomia. Nel 1369 morì anche il duca Guglielmo II di Brunswick-Lüneburg senza lasciare eredi maschi diretti; vista l'ascendenza materna, Enrico VI fu uno dei candidati che vennero considerati per succedergli nel governo del Principato di Lüneburg. Una delegazione degli Stati di Brunswick-Lüneburg si recò a Waldeck per incontrarlo, ma quando i delegati vennero a sapere della sua condotta nei confronti della città di Korbach cambiarono idea. L'eredità di Lüneburg venne quindi lasciata in stallo, conducendo così alla guerra di successione di Lüneburg.
Nel 1370 Enrico VI vendette ai Signori di Gaugreben i possedimenti di Bigge, Rüdenberg, Olsberg, la sua quota del castello di Rappolstein e altri terreni nei pressi di Medelon. Nel 1371 strinse un'alleanza con Enrico II, langravio d'Assia per combattere i raubritter di Padberg. Nel 1374 egli aderì all'accordo di pace di Vestfalia.
Durante il suo regno egli partecipò a numerose faide ed altre dispute. Egli pose assedio per due volte a Kassel, capitale dell'Assia.
Enrico VI morì nel 1397 a causa della peste. Venne sepolto nella cappella di famiglia presso il monastero di Marienthal a Netze, attualmente un quartiere di Waldeck. I suoi figli si spartirono la contea: Adolfo III diede inizio alla linea maggiore di Waldeck-Landau ed Enrico VII originò il ramo di Waldeck-Waldeck.

## Matrimonio e discendenza
Il 16 dicembre 1363 sposò Elisabetta di Berg (1340 circa - 4 ottobre 1388), figlia di Gerardo VI, conte di Jülich, Berg e Ravensberg, e di Margherita di Ravensberg. Da lei ebbe la seguente discendenza:
- Adolfo III (m. 1431), sposò Agnese di Ziegenhain;
- Enrico VII (prima del 1395 - dopo 1442), sposò la contessa Margherita di Nassau-Wiesbaden-Idstein;
- Margherita (m. 1395), sposò Bernardo VI, signore di Lippe;
- Elisabetta (m. dopo 1423), sposò il conte Ernesto VII di Gleichen-Tonna;
- Irmingarda (m. dopo 1408), sposò il conte Ermanno di Everstein;
- Matilde (m. 1442), badessa dell'abbazia di Heerse;
- Elisabetta (m. 1495), badessa dell'abbazia di Kaufungen.

Enrico VI ebbe inoltre una figlia illegettima, Gutha, che sposò Nikolaus von Wallenrodt, ed ebbe discendenza.